# Diaphus signatus
Diaphus signatus es una especie de pez linterna perteneciente al género Diaphus,  de la subfamilia Lampanyctinae. Fue descrita por Gilbert en 1908.
Especie inofensiva para el ser humano.

## Descripción
Longitud estándar de 4 centímetros.

## Distribución y hábitat
Se distribuye por el canal de Mozambique. También en el mar de China Meridional. Puede alcanzar profundidades de 1270 metros.